# Oskar Merikanto
Oskar Merikanto ( audio) est un compositeur, pianiste, organiste, chef d'orchestre et pédagogue finlandais, né Frans Oskar Mattsson à Helsinki (Finlande) le 5 août 1868, décédé à Oitti — Hausjärvi — (Finlande) le 17 février 1924.
Il est le père d'Aarre Merikanto (1893-1958), également compositeur.

## Biographie
Son père d'origine suédoise, Frank Mattsson, adoptera le nom de Merikanto une fois installé en Finlande. Le jeune Oskar étudie d'abord la musique à Helsinki, puis en Allemagne, au Conservatoire de Leipzig de 1887 à 1889 et enfin au Conservatoire de Berlin en 1890-1891. À Helsinki, il enseigne l'orgue de 1889 à 1914 à l'École des Cantors et des Organistes ; à l'Institut Musical (future Académie Sibelius), entre 1904 et 1918, il enseigne l'orgue et forme des chefs de chœur. En 1911, il participe à la fondation de l'Opéra National (actuel Opéra national de Finlande), dont il sera le premier chef d'orchestre permanent de 1911 à 1914, puis régulièrement chef invité jusqu'en 1922. Il aura également des activités de critique musical. Mais surtout, il sera organiste titulaire de l'Église Saint-Jean d'Helsinki, de 1892 jusqu'à sa mort en 1924.
Comme compositeur (dans un style romantique tardif), on lui doit de nombreuses pièces pour piano et pour orgue, de la musique de chambre, beaucoup de mélodies et duos pour voix et piano, des œuvres chorales également en quantité (notamment a cappella, pour chœurs mixtes ou chœur d'hommes ou chœur de femmes, et également avec accompagnement d'orchestre ou autres), des musiques de scènes, ainsi que trois opéras (le premier d'entre eux, Pohjan neiti de 1898, est aussi le tout premier écrit en finnois).

## Compositions (sélection)

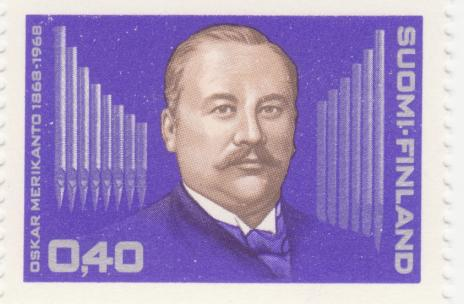
Oskar Merikanto sur un timbre finlandais de 40 penniä.

### Pièces pour piano
- 1885 : Kesäilta (Soir d'été) op. 1 ;
- 1888 : Menuetti (Menuet) op. 4 ; Kappeli (Chapelle) op. 5 ; Valse mélancolique (titre original) op. 6 n° 3 (à quatre mains) ;
- 1890 : Gavotti (Gavotte) op. 8 ; Älä itke äitini (Mère, ne crie pas), variations sur un chant populaire finlandais op. 21 ;
- 1897 : Tablåmusik (Musique de scène) op. 23 ;
- 1898 : Valse lente (titre original) op. 33 ;
- 1900 : Yli Atlantin (Outre-Atlantique) op. 28 ;
- 1902 : Uusia salonkitansseja (Nouvelles danses de salon), 8 pièces op. 43 ; Kaksi impromptua (2 impromptus) op. 44 ; Unkarilainen marssi (Marche hongroise) op. 46 (à quatre mains) ;
- 1903 : Lyyrillisiä kappaleita (Pièces lyriques), 5 morceaux op. 50 ;
- 1907 : Barcarolle (titre original) op. 65 ;
- 1910 : 2 pièces op. 73 ;
- 1916 : Nuorisolle (Pour la jeunesse), 8 pièces op. 92 ;
- 1923 : Pikku Anjan elämästä (La vie de la petite Anja), 6 pièces op. 112.

### Pièces pour orgue
- 1890 : Konserttifantasia (Fantaisie de concert) ;
- 1898 : Surumarssi (Marche funèbre) op. 25 ;
- 1901 : Häähymni (Hymne de mariage) ;
- 1905 : 100 koraalialkusoittoa (100 préludes de chorals) op. 59 ;
- 1913 : Passacaglia (Passacaille) en fa dièse mineur op. 80 ;
- 1915 : Lähtökappaleita (Postludes), 3 pièces op. 88 ;
- 1923 : Fantasia ja koraali (Fantaisie et choral) ;
- 1924 : Koraalialkusoitot ja loppusoitot (Préludes de chorals et postludes), 164 pièces brèves d'étude.

### Musique de chambre
- 1886 : Serenadi (Sérénade) pour violon et piano en la majeur ;
- 1888 : Andante pour quatuor à cordes ; Romanssi (Romance) pour violon et piano en sol majeur ;
- 1899 : Liebestraum (Rêve d'amour) pour violon et piano op. 9 ;
- 1918 : 2 pièces pour violon et piano op. 102.

### Musiques de scènes
- 1897 : Tablåmusik (Musique de scène) op. 23 (version pour orchestre de la pièce éponyme pour piano sus-visée, également de 1897) ;
- 1899 : Tukkijoella (Navigation sur la rivière) op. 13 ;
- 1900 : Päivän tyttö (La jeune fille à la lumière du jour), pour récitant, voix, chœur de femmes, chœur d'hommes, piano et harmonium ; Juhannustulilla (Feu par une nuit d'été) op. 14 ;
- 1910 : Carinus, pour voix et orchestre de chambre ;

### Mélodies pour voix et piano
- 1889 : Liebeslieder (Chants d'amour), 4 mélodies op. 7 ;
- 1891 : Kolme laulua (3 chants) op. 20 ;
- 1898 : Neljä laulua (4 chants) op. 32 ;
- 1899 : Lauluja pianon säestyksellä (Chants avec piano), 3 mélodies op. 36 ;
- 1901 : 4 lieder op. 38 ;
- 1902 : Neljä laulua (4 chants) op. 47 ;
- 1906 : Duetteja (Duos) pour soprano et baryton op. 62 ;
- 1907 : Suomalaisia kansanlauluja I-V (Chants populaires finlandais I-V), arrangements de 50 mélodies traditionnelles ;
- 1908 : Kaksi laulua (2 chants) op. 71 ; Lastenlauluja (Chansons enfantines) op. 67 ;
- 1911 : Haudoilta (Sépultures), cycle op. 74 ; Kolme laulua (3 chants) op. 75 ;
- 1914 : Lauluja (Chants) op. 81 (4 mélodies), op. 82 (4 mélodies) et op. 83 (4 mélodies) ; Uusia duettoja (Nouveaux duos) pour soprano et baryton op. 85 ;
- 1917 : Neljä duettoja (4 duos) pour soprano et baryton op. 95 ;
- 1921 : Drei Lieder (3 chants) op. 108 ;
- 1923 : Kaksi laulua (2 chants) op. 113.

### Œuvres chorales
- 1895 : Se kolmas, pour chœur d'hommes a cappella, op. 19 ;
- 1898 : 8 Miesäänistä laulua (8 chants pour chœur d'hommes a cappella) op. 42 ;
- 1906 : Kymmenen virran maa (Le Pays aux 10 rivières), pour chœurs a cappella, op. 57 ; Kantaatti J.V. Snellmanin muistolle (Cantate à la mémoire de J.V. Snellman), pour récitant, chœurs mixtes, chœur de femmes et orchestre ;
- 1907 : Kohtaus Bhagavad-Gîtâsta (Scène pour Bhagavad-Gîtâ), mélodrame pour récitant, chœurs et orchestre op. 70 ;
- 1913 : Döden till ära, cantate pour soprano, baryton, chœurs, récitant et orchestre à cordes (ou piano) op. 77 ;
- 1915 : Kehrääjä-äita (La mère au rouet), pour soprano, baryton, chœur d'hommes et piano, op. 89 ;
- 1918 : Tvänne Frihetssånger (2 chants de la liberté) pour chœurs a cappella, avec baryton solo, op. 98 ;
- 1923 : Kantaatti Lohjan kirkon kuussatavuotisjuhlaan (Cantate pour le 600e anniversaire de l'église de Lohja) op. 111.

### Opéras
- 1898 : Pohjan neiti (La Jeune Fille du Nord), en trois actes, d'après l'épopée nationale du Kalevala ;
- 1910 : Elinan surma (La Mort d'Elina), en cinq actes ;
- 1919 : Regina von Emmaritz, en cinq actes.